# Georges Deruelle
Pour les articles homonymes, voir Deruelle.
Georges Deruelle est un footballeur français né le 13 juin 1925 à Tourcoing (Nord) et mort le 30 mai 1991 à Baix (Ardèche). Il évoluait au poste d'arrière gauche.

## Palmarès
- Champion de France de Division 1 en 1947 avec le CO Roubaix-Tourcoing ; plus jeune joueur de l'équipe (22 ans), il est aussi le seul joueur à avoir été titularisé tous les matchs
- 3e du Championnat de France de Division 1 en 1946 avec le CO Roubaix-Tourcoing